# Piatigorsk
Piatigorsk (rusă Пятигорск) este un oraș stațiune din Regiunea Stavropol, Federația Rusă și are o populație de 140.559 locuitori.